# VIDEO GLAY PART III
『VIDEO GLAY PART III』（ビデオ・グレイ・パート・スリー）はGLAYが1993年10月24日にリリースしたビデオ・クリップス。

## 概要
スタジオで撮影された映像が収録されている。ライブハウスで販売された。

## 収録曲
1. 千ノナイフガ胸ヲ刺ス
音源は、オムニバスアルバム『SEDUCTION』に収録されているものと同一。
2. LOVE SLAVE
音源は、デモテープ「SPEED POP」に収録されているものと同一。